# Rørbor
Rørbor er et langt bor, der anvendes af pumpemagere til boring af pumpetræ og vandledninger (der fordum blev fremstillet af træ eller bly), postebor, pumpebor, eller rendebor.
Pumpemagerens bor er af forskellig kaliber, idet hullet blev boret i flere omgange, startende med et langt halvcylindrisk skebor, siden blev skiftet til et større, konisk, bor og de sidste boringer blev foretaget med et enormt, svært bor, omtrent af form som en kulskovl, og med et justerbart skær.
Boringen fandt sted ved at en træstamme blev spændt op på et par bukke i vandret stilling, og boret støttedes af et buk i passende afstand. Boringen fandt jf. Salaman (1989) sted fra begge ender mod midten.

## Ekstern henvisning
R.A. Salaman: Dictionary of Woodworking Tools, 1989ISBN 0-04-440256-2
- http://www.baskholm.dk/haandbog/haandbog.html Arkiveret 16. september 2008 hos  Wayback Machine